# الكبير الداديسي
الكبير الداديسي هو كاتب وروائي مغربي.

## سيرة ذاتية
ولد الكبير الداديسي في 22 مارس 1967م في بلدة ابزو سفح الأطلس بالمملكة المغربية، وتخرج من كلية الآداب بجامعة القاضي عياض في مراكش سنة 1990م. وهو رئيس شرفي سابق لجمعية إدماج المهتمة بالمعاقين بصرياً، وعضو مكتب كل من: جمعية شباب آسفي، جمعية شمس المحيط للإعلام، الجمعية الرياضية للسباحة بآسفي، جمعية المستهلك بآسفي، جمعية إبداع بالمعهد الموسقي بآسفي. ونائب رئيس نادي القلم المغربي (فرع آسفي)، وكاتب عام وعضو مؤسس لتعاونية سكنية؛ (وفر السكن اللائق لحوالي 200 أسرة).

## أعماله
صدر عنه العديد من الأعمال، من بينها:
- كتاب بيداغوجي «تحليل النص السردي والمسرحي»، صادر عن دار الحرف بالقنيطرة الطبعة الأولى 2007-2008، الترتيب الدولي 9954-0-9032-0
- كتاب «الحداثة الشعرية العربية بين الممارسة والتنظير»، صادر عن دار الراية للنشر والتوزيع، في عمان بالأردن، عام 2014م.
- كتاب «المدح في عصر المرابطين»، صادر عن دار الراية للنشر والتوزيع، في عمان بالأردن، عام 2014م.
- «تحليل الخطاب السردي والمسرحي»، صادر عن دار الراية للنشر والتوزيع، في عمان بالأردن عام 2015م.
- «في الرواية العربية المعاصرة ج1»، عن دار الراية للنشر والتوزيع، في عمان بالأردن عام 2015م.
- «أزمة الجنس في الرواية العربية بنون النسوة»، عن مؤسسة الرحاب الحديثة في بيروت عام 2017م.
- كتاب «مسارات في الرواية العربية المعاصرة»، صادر عن مؤسسة الرحاب الحديثة، ببيروت في لبنان.
- رواية «انتقام يناير»، صادر عن مؤسسة الرحاب الحديثة، ببيروت في لبنان، عام 2020م.
- رواية «قهوة بالحليب على شاطئ الأسود المتوسط»، عن دار بلال في فاس بالمغرب عام 2021م.
- «رواية رقصة الفلامنكو (سفر إلى زمن الأوبئة من الطاعون إلى كورونا بين المغرب والأندلس)https://www.neelwafurat.com/itempage.aspx?id=lbb394026-391734&search=books».2123

كما شارك في كتابة مجموعة من الكتب، وهي:
- كتاب «الرواية العربية المعاصرة والفنون»، عن مؤسسة كتارا عام 2020م.
- كتاب «صرخة ريشة وقلم أنطولويحة آسفية زمن الحجر»، عن اتحاد كتاب المغرب عام 2020م.
- «موسوعة الفنون التشكيلية»، عن منتدى الفنون التشكيلية الدولي، سنة 2021م.
- «آسفي مجال للبحث التاريخي والحضاري»، عام 2021م.
- البادية المغربية بين الماضي والحاضر  2022

## الجوائز والشهادات
- جائزة منف للآداب العربية بمصر في دجنبر 2020م، عن رواية «قهوة بالحليب على شاطئ الأسود الموسط».[5]

- الجائزة الثانية في المهرجان الوطني للفليم الوثائقي التربوي بخريبكة.
- شهادة تميز في المهرجان الوطني الأول للفيلم القصير بالسمارة.
- شهادة من النسخة الثالثة للمهرجان الوطني للفيلم الوثائقي التربوي بخريبكة.
- شهادة في المسابقة الرسمية للنسخة 11 للفيلم التربوي بفاس.
- تنويه من نيابة إقليم آسفي 2009م.
- تنويه وشهادة تقديرية من الأكاديمية الجهوية للتربية والتكوين لجهة دكالة عبدة ماي 2010م.
- شهادة شكر وعرفان من نيابة إقليم ورززات وجمعية فورباك على الدروس التفاعلية عبر الشبكة العنكبوتية، عام 2011م.
- شهادة تدريب من الرابطة المغربية للصحافة الإليكترونية في مراكش، بتاريخ: مارس 2011م.
- شهادة تدريب وتكوين من الأكاديمية الدولية للصحافة والإعلام، بالدار البيضاء، في دجنبر 2012م.
- شهادة تدريب من الأكاديمية الدولية للتعليم والتدريب والترجمة بماليزيا و الاتحاد العربي للصحافة الإليكترونية، بالدار البيضاء، في غشت 2011م.
- شهادة تدريب من مؤسسة شرق غرب والاتحاد العربي للصحافة الإليكترونية، بخريبكة، في دجنبر 2011م.
- شهادات من مؤسسة محمد السادس لحماية البيئة في إطار (تأطير الصحافيين الشباب) سنة 2013/2012/2011م.
- شهادة تدريب وتكوين من منتدى الصحافة الإليكترونية الجهوية، بآسفي، في فبراير 2014م.
- شهادة تقديرية من المكتب الشريف للفوسفاط: تأطير الصحافيين الشباب في إنجاز تحقيق حول المركب بآسفي هام 2014م.
- شهادة اعتراف من موقع أبوليوس الرواية الجزائرية عام 2015م.
- شهادة اعتراف من موقع الصدى نيت، الولايات المتحدة الأمريكية، عام 2017م.
- شهادة تقدير من جمعية آباء وأولياء ثانوية الحسن الثاني على دروس دعم التلاميذ.
- شهادات من جمعية المنتدى المغربي للنساء على دروس الدعم في الإنصات والدعم النفسي.
- شهادة تكوين علم النفس التربوي من مؤسسة شرق غرب.[2]